# 潘切庫拉縣
潘切庫拉縣是印度的一個縣，位於該國北部，由哈里亞納邦負責管轄，面積816平方公里，識字率為74%，2001年人口468,411，人口密度每平方公里574人。

## 外部連結
- Website Panchkula
- Official Web Site of Panchkula district （页面存档备份，存于）

30°41′24″N 76°51′36″E / 30.69000°N 76.86000°E